# Holy Live
Holy Live è il primo EP dal vivo del gruppo power metal brasiliano Angra, pubblicato nel 1997.

## Tracce
1. Crossing (Giovanni Pierluigi da Palestrina) - 2:26
2. Nothing to Say (Andre Matos, Kiko Loureiro, Ricardo Confessori) - 6:26
3. Z.I.T.O (Loureiro, Rafael Bittencourt, Matos) - 6:47
4. Carolina IV (Bittencourt, Loureiro, Matos, Luís Mariutti, Confessori) - 13:13
5. Unfinished Allegro (Matos) - 1:14
6. Carry On (Matos) - 6:21

## Formazione
- Andre Matos - voce
- Kiko Loureiro - chitarra
- Rafael Bittencourt - chitarra
- Luís Mariutti - basso
- Ricardo Confessori - batteria